# Henleova klička
Henleova klička (ansa nephroni) je část nefronu uložená ve dřeni ledviny. Jedná se o kanálek tvaru písmene U, vmezeřený mezi stočený kanálek prvního řádu a druhého řádu. Kanálky prochází primární moč a díky rozdílu v propustnosti stěny kličky pro vodu a vysoké aktivitě buněčné pumpy, která aktivně přečerpává sodné ionty do dřeně ledvin, ve dřeni stoupá koncentrace solí. Tento rozdíl v koncentraci osmoticky aktivních látek je využit při průchodu moči sběracími kanálky, které také prochází dření ledvin. Vysoká koncentrace sodných a chloridových iontů z moči, která prochází sběracími kanálky, doslova vysaje vodu, naopak sůl po směru koncentračního gradientu prochází do zahušťující se definitivní moči. Henleova klička je podmínkou tvorby hypertonické moči, která má větší obsah solí než krevní plasma.